# 노동당 (아일랜드)
아일랜드 노동당(영어: Irish Labour Party, 아일랜드어: Páirtí an Lucht Oibre)은 아일랜드 공화국의 사회민주주의 정당이다. 1912년 제임스 코놀리와 제임스 라킨, 윌리엄 오브리언이 아일랜드 노동조합의 정치조직으로 창당했다. 아일랜드에서 가장 오래된 정당으로, 다른 아일랜드 주요 정당들과 달리 신페인에 뿌리를 두지 않고 있다. 2011년 총선거에서 166석 중 37석을 얻어 제 2당이 되었다. 노동당은 2011년 3월 9일부터 피네 게일 주도의 연정에 참여하고 있다. 현재 당수는 에이먼 길모어로 2007년 10월 선출되었으며, 부총리를 역임하고 있다.
노동당은 사회주의 인터내셔널과 진보동맹에 가입되어 있으며, 유럽 내에서는 유럽 사회당에 가입해 있다. 유럽 의회에서는 교섭단체, 사회민주진보동맹에서 활동하고 있다. 이 조직들을 통해 북아일랜드 사회민주노동당과 긴밀히 협력하고 있다.

## 역사

### 창당
노동당은 1912년 제임스 코널리와 제임스 라킨, 윌리엄 오브리언을 중심으로 아일랜드 노동조합의 정치 조직으로 출범하였다. 이 정당은 1914년 아일랜드 정부법이 발효되면 더블린 의회에서 노동자 계급의 이해를 대변할 목적으로 창당됐다. 그러나 1913년 더블린 총파업 이후 오히려 당세는 약화되었다. 1914년 라킨의 미국 이주와 1916년 부활절 봉기이후 코놀리의 처형으로 인해 타격을 받게 되었다
노동당 창당 이전에 영국 노동당이 아일랜드에서 조직화를 시도했으나, 1913년 영국 노동당 전국집행위원회는 아일랜드 노동당이 아일랜드 전역에서 당을 조직할 권리가 있다는데 동의를 했다. 하지만 북아일랜드 벨페스트의 노동운동가들은 이에 반대해 벨페스트 노동당을 창당했다. 이 정당은 후에 북아일랜드 사회민주노동당의 핵심이 됐다.
라킨이 미국으로 떠난 이후, 오브리언이 당과 노동조합의 핵심인물이 되었다. 당은 토머스 존슨이 이끌었다. 당은 1918년과 1921년 총선거에 불참하며, 친 영국 노선을 걸었고, 이로 인해 노동당은 아일랜드 독립투쟁의 중요한 시기에 원외정당으로 머물러 있었다.

### 아일랜드 자유국
영국-아일랜드 조약으로 당은 분열됐다. 당원중 일부는 아일랜드 독립전쟁의 비정규군으로 결합했다. 오브리언과 존슨은 당원들에게 조약을 지지할 것을 역설했다. 노동당은 1922년 총선거에서 17석을 획득한다. 하지만 선거후 몇 번의 파업을 거치면서 지지를 잃어간다. 그리고 1923년 총선거에서 14석을 획득한다. 노동당은 1922년부터 1927년 피아나 페일이 원내에 진출할 때까지 제1 야당의 역할을 한다. 쿠머 너 응웨일 정부의 사회개혁을 줄기차에 요구한다.
1923년 러킨이 아일랜드로 귀국한 후 당대표직을 다시 맡으려고 하지만, 오브리언은 당대표직을 유지하려 한다. 이에 러킨은 당내 급진 분파와 함께 아일랜드 노동자 동맹을 창립한다.
1932년 노동당은 사회개혁을 약속한 파아나 페일 정부를 지지한다. 1940년대에는 피네 게일의 제1 야당 역할을 대신할 것처럼 보이기도 했다. 1943년 선거에서 17석을 얻어 1927년이래 최고의 득표를 기록하기도 했다.
노동당은 다른 유럽의 사민당과 달리 사회적으로 보수주의적 입장을 견지했다. 1932년에서 1977년까지 노동당 대표들은 가톨릭 친선봉사단체인 성 콜럼바누스 기사단의 회원이었다.

### 분당과 연정참여:1940-60
이후 러킨과 오브리언의 갈등은 심화됐고, 40년대 노동당과 노총의 결별로 이어졌다. 1944년 오브리언은 노총과 노동당을 떠나 국민 노동당을 창당했다. 분당사태로 1944년 실시된 선거에서 의석의 절반을 잃어버리게 된다. 1947년 러킨이 사망한 이후에 양당간의 통합이 시도되었다.
1948년 선거에서 국민노동당은 5석을 노동당은 14석을 얻어서, 피네 게일주도의 다당연정에 참여한다. 1950년 국민노동당은 노동당에 통합한다.
1948–1951년과 1954–1957년에 노동당은 피네 게일의 주요 연정파트너가 된다. 이 기간 동안 노동당 대표인 윌리엄 노턴은 부총리를 역임한다.
이 기간 동안 노동단은 북아일랜드 선거에 참여해 게리 피트를 북아일랜드 의회에 진출시킨다. 하지만 피트가 1964년 당을 떠나 공화 노동당을 창당하면서, 노동당은 북아이랜드에서 소멸되었다.

### 코리시: 1960-1977
1960년 브랜던 코리시가 새 당대표로 선출된다. 이후 코리시는 사회주의적 정책을 당에 새로 도입한다. 1973년부터 1977년까지 코리시 하의 노동당은 피네 게일주도의 연정에 참여한다. 1977년 선거에서 연정구성 정당들이 선거에 패하면서, 코리시도 당대표직을 사임한다.

### 80년대
1977년 선거 패배 이후 당원일부가 탈당해 사회주의 노동당을 창당한다. 노동당은 1981-1982년과 1982-1987년에 피네 게일과 다시 연정을 구성한다. 이 연정기간중 아일랜드의 경제 위기와 재정악화로 국가 재정을 축소해야 하는 상황에 직면한다. 노동당은 보건, 복지 분야의 축소로 1987년 선거에서 6.4% 득표라는 최약의 선거 결과를 얻게 된다. 이후 더블린을 중심으로 새로 창당한 마르크스주의 성향을 노동자당에 지지자를 빼앗기게 된다.
80년대 노동당 당내에서는 거대 양당과 연정을 구성할 것인가의 문제를 두고 당내 좌우파간에 극심한 갈등을 있었다. 1989년 당대회에서 마르크스주의와 사회주의 경향의 당원들을 출당시킨다. 이때 출당된 조 히긴스 등이 사회당을 창당한다.

### 90년대
노동당이 지원한 메리 로빈슨이 아일랜드 대통령이 된다. 형식적으로 무소속으로 출마하기는 했지만 노동당의 지원을 받은 후보였다. 그녀는 아일랜드 최초의 여성 대통령이자 비 피아나 페일 출신 대통령이었다.
1990년 노동당은 민주 사회당과 통합하고, 1992년에는 독립 사회당과 통합한다.
1993년 노동당은 파아나 페일의 연정파트너로 정부구성에 참여한다. 딕 스프링이 부총리와 외무부장관을 지낸다. 하지만 2년후 양당간의 갈등으로 노동당이 정권에 철수하고 피네 게일과 민주좌파당과 새 연정을 구성한다.
노동당이 1997년 선거에 의석의 절반을 잃고, 같은 해 대통령선거에서 노동당 후보가 5명중 4위를 하면서 딕 스프링이 사퇴한다. 1999년 노동당은 민주 좌파당과 협상을 통해 당대당 통합을 한다.

### 2000년대 이후
2002년 득표율이 크게 부진하면서 당대표 퀸이 사임하고, 전 민주좌파당 소속의 라빗이 직접투표로 당대표에 당선되었다.
2011년 선거에서는 기존 집권당인 피아나 페일이 최근의 경제 위기로 역대 최저 득표율을 기록하며, 선거에서 참패하였는데, 이때 노동당은 거의 최고의 득표율을 기록하면서 의석을 기존 20석에서 37석으로 늘린다. 이후 당세를 확장한 노동당은 피네 게일의 연정파트너로 참여하였다.
2017년과 2020년 아일랜드 총선거에서는 신페인의 선전을 따라가지 못하고 최저 득표율을 얻어 하원인 달 에런에서 7석을 얻어 30석이나 의석을 잃고, 아일랜드 제 3의 정당이라는 칭호도 잃었다.

## 조직

### 당대회
당대회는 2년마다 개최되며, 당의 정책 결정기관이다. 당대회에는 지구당과 선거구위원회, 노동당 여성 전국위원회 그리고 관련 노조와 관련 단체에서 선출된 대의원이 참여한다. 또 당대회를 통해 당대표와 부대표, 재정담당을 포함한 집행위원을 선출한다. 의원단과 재정담당 등의 연차보고를 받으며, 새로운 정책안건과 지구당이나 노조에서 제기안 안건에 대해 토론한다.

### 집행위원회
집행위원회는 당의 운영을 책임진다. 집행위원회는 당대회에서 선출한 6명의 집행위원(남3, 여3)과 의원단 대표 2명, 노동당 지방의원 협회의 대표 1인, 당대표, 부대표, 재정담당이 참여한다. 당대표가 주제하며 매월 개최한다.

### 중앙 위원회
중앙위원회는 노동당의 정책을 형성, 발전, 출판하는 역할과 정책에 관한 집중적이고, 결과 지향적인 토론을 지원하는 역할을 한다. 또 당의 선거강령이나 당대표가 제안하는 연정참여같은 정치전략을 최종확인한다.
중앙위원회는 집행위원과 각 선거구 위원회와 당 부문조직의 대표 1인씩, 지명직 중앙위원 3인, 당직자 대표 1인으로 구성된다. 중앙위원회는 분기별로 개최되며, 당대표가 주제한다.

### 당수
당수와 부당수의 임기는 6년이다. 당대표와 부대표는 당원의 투표로 선출된다. 당대표와 부대표 후보는 의원들이 추천하며, 후보가 되려면 의원이어야 한다.
역대 당수는 다음과 같다.
- 토머스 존슨(Thomas Johnson, 1922–1927)
- 토머스 오코널(Thomas J. O'Connell, 1927–1932)
- 윌리엄 노턴(William Norton, 1932–1960)
- 브렌던 코리시(Brendan Corish, 1960–1977)
- 프랭크 클러스키(Frank Cluskey, 1977–1981)
- 마이클 올리리(Michael O'Leary, 1981–1982)
- 딕 스프링(Dick Spring, 1982–1997)
- 로우리 퀸(Ruairi Quinn, 1997–2002)
- 팻 래비티(Pat Rabbitte, 2002–2007)
- 에이먼 길모어(Eamon Gilmore, 2007–)

### 지역 조직
지역조직은 지구당과 선거구위원회가 있다.

#### 지구당
지구당은 노동당의 기초 조직으로 지구당모임을 통해 지역 현안과 중앙 정치이슈에 대한 토론을 벌이고, 당원들의 입장을 중앙당에 전달하는 역할을 한다.
지구당은 당의 선전물을 배포하거나 독자적 신문을 발간하기도 한다. 또 지구당은 중앙당 재정을 모금을 하기도 한다.
지구당은 당대회와 선거구 위원회 대의원을 선출하며, 지구당의 모든 당원은 지방의원과 하원의원, 상원의원 후보 선출투표에 참가한다. 지구당은 매월 지방의원이나 당 소속 공직자, 노조 활동가를 초청해 정지적 모임을 갖고 활동에 대해 협의한다. 지구당은 선거운동시 중요한 노동력을 제공한다.

#### 선거구 위원회
선거구 위원회는 43개 선거구에 설치된 지역 조직이다. 선거구위원회는 선거구내의 당활동을 조정하고, 선거운동을 조직하며, 당의 정책을 설명하고, 당 후보를 지원하는 역할을 한다. 그 외에 새로운 지구당의 조직을 지원한다.

### 부문 조직
부문 조직에는 노동 청년, 노동 여성, 노동 평등, 노동 노조, 노동 지방의원이 있다.

#### 노동 청년
노동 청년(Labour Youth)은 15세에서 25세까지의 노동당원이 가입하는 노동당 청년조직이다. 독자적인 운영규정을 가지고 있으며, 매년 11월 개최되는 청년당대회가 최고의사 결정기구이다. 청년당대회가 열리지 않는 기간 동안 운영위원회가 이를 대신하며 연 4회 이상 개최된다. 노동 청년의 일상적 운영은 노동청년 전국집회위원회가 책임지며, 집행위원은 청년당대회에서 선출한다.
노동 청년은 대학과 지역구 조직을 통해 1000여명이 가입해 있다. 유럽 사회당의 청년조직인 유럽청년사회주의자 ( European Young Socialists, ECOSY)와 사회주의 인터내셔널 청년조직인 사회주의청년연합(International Union of Socialist Youth,IUSY)에 가입해 국제연대활동을 벌이고 있다.

#### 노동 여성
노동 여성(Labour Woman)은 노동당 여성조직으로 당과 사회에서 여성의 권리와 평등을 위해 활동하고 있다. 노동 여성에는 당원이면 누구나 가입할 수 있고, 여성 당원은 자동으로 회원이 된다. 노동 여성 집행위원회가 조직을 운영한다. 집행위원회는 여성에 영향을 미치는 정치, 경제, 사회적 문제에 대해 세미나나 공청회를 개최한다.

#### 노동 평등
노동 평등은 사회적 약자를 위한 조직으로 하부조직인으로 동성애자와 장애인 조직, 다양성을 위한 조직이 있다.

### 노동조합과의 관계
아일랜드 노동당은 노동계급의 이해를 대변하기 위해 창당된 정당으로서 노조와의 관계를 중요시하고 있다. 하지만 50년대부터 공공부분과 아일랜드 노총과의 연관관계가 해소되었고, 민간부분을 중심으로 당 가입 노동조합이 남아 있다. 이들은 노동조합원 수에 따라 당대회에 대의원을 파견하고 있다. 최근의 당헌 개정을 통해 앞으로는 조합원 수가 아니라 당원수에 기반해 대의원을 파견하도록 했다.

## 역대 선거결과 및 정권 참여
노동당의 역대 득표 및 의석은 아래와 같다.
| 연도    | 의회 | 득표율 | 의석 | 정부                                                                         | 총의석 |
| ------- | ---- | ------ | ---- | ---------------------------------------------------------------------------- | ------ |
| 1922    | 3대  | 21.4%  | 17   | 쿠먼 너 응게일 정부                                                          | 128    |
| 1923    | 4대  | 10.6%  | 14   | 쿠먼 너 응게일 정부                                                          | 153    |
| 1927.06 | 5대  | 12.6%  | 22   | 쿠먼 너 응게일 정부                                                          | 153    |
| 1927.09 | 6대  | 9.1%   | 13   | 쿠먼 너 응게일 정부                                                          | 153    |
| 1932    | 7대  | 7.7%   | 7    | 피아나 페일 정부                                                             | 138    |
| 1933    | 8대  | 5.7%   | 8    | 피아나 페일 정부                                                             | 138    |
| 1937    | 9대  | 10.3%  | 13   | 피아나 페일 정부                                                             | 138    |
| 1938    | 10대 | 10.0%  | 9    | 피아나 페일 정부                                                             | 138    |
| 1943    | 11대 | 15.3%  | 17   | 피아나 페일 정부                                                             | 138    |
| 1944    | 12대 | 8.7%   | 8    | 피아나 페일 정부                                                             | 138    |
| 1948    | 13대 | 11.3%  | 14   | 피네 게일-노동당-클란 나 포블하흐타 -클란 나 탈한- 국민 노동당 정부          | 147    |
| 1951    | 14대 | 11.4%  | 16   | 피아나 페일 정부                                                             | 147    |
| 1954    | 15대 | 12.1%  | 19   | 피네 게일-노동당-클란 나탈한 정부                                            | 147    |
| 1957    | 16대 | 9.1%   | 13   | 피아나 페일 정부                                                             | 147    |
| 1961    | 17대 | 32.0%  | 16   | 피아나 페일 정부                                                             | 144    |
| 1965    | 18대 | 15.4%  | 22   | 피아나 페일 정부                                                             | 144    |
| 1969    | 19대 | 16.6%  | 18   | 피아나 페일 정부                                                             | 144    |
| 1973    | 20대 | 13.7%  | 19   | 피네 게일- 노동당 정부                                                       | 144    |
| 1977    | 21대 | 11.6%  | 17   | 피아나 페일 정부                                                             | 148    |
| 1981    | 22대 | 9.9%   | 15   | 피네 게일- 노동당 정부                                                       | 166    |
| 1982.02 | 23대 | 9.1%   | 15   | 피아나 페일 정부                                                             | 166    |
| 1982.11 | 24대 | 9.4%   | 16   | 피네 게일- 노동당 정부                                                       | 166    |
| 1987    | 25대 | 6.5%   | 12   | 피아나 페일 정부                                                             | 166    |
| 1989    | 26대 | 9.5%   | 15   | 피아나 페일-진보 민주당 정부                                                 | 166    |
| 1992    | 27대 | 19.5%  | 33   | 피아나 페일- 노동당 정부 (1992–94) 피네 게일-노동당-민주 좌파 정부 (1994–97) | 166    |
| 1997    | 28대 | 10.4%  | 17   | 피아나 페일- 진보 민주당 정부                                                | 166    |
| 2002    | 29대 | 10.8%  | 21   | 피아나 페일- 진보 민주당 정부                                                | 166    |
| 2007    | 30대 | 10.1%  | 20   | 피아나 페일-녹색당-진보 민주당 정부                                          | 166    |
| 2011    | 31대 | 19.4%  | 37   | 피네 게일-노동당 정부                                                        | 166    |

## 같이 보기
- 사회민주노동당 (북아일랜드)